# Gdy będę miał dzwon
Gdy będę miał dzwon – utwór zespołu Voo Voo autorstwa Wojciecha Waglewskiego, który w kilku wersjach ukazał się w różnych wydawnictwach tego zespołu.
Pierwsza wersja, z saksofonem Mateusza Pospieszalskiego ukazała się w 1987 roku jako singel zawierający piosenki z filmu "Trio" Pawła Karpińskiego. Kolejną wersję "Gdy będę miał dzwon" można usłyszeć na nagranej w 1987 ale wydanej dopiero w 1991 płycie Zespół gitar elektrycznych – w tej wersji utworu nie ma saksofonu (według okładki płyty Mateusz Pospieszalski jest "nieobecny, usprawiedliwiony"), a sama piosenka nosi tytuł "Dzwon i młot".
W wersji singlowej utwór umieszczony został na składance Płyta klubowa 1, w koncertowej na albumach Płyta klubowa 3 oraz XX ½.

## Singel 1987

### Lista utworów
1. "Gdy będę miał dzwon"
2. "Spacer po Berlinie"

Muzyka i tekst: Wojciech Waglewski

### Twórcy
- Wojtek Waglewski – gitara, śpiew
- Janek Pospieszalski – gitara basowa
- Mateo Pospieszalski – saksofon
- Andrzej Ryszka – perkusja
- Jarek Regulski i Jurek Płotnicki – realizacja nagrań
- Jurek Owsiak – projekt graficzny